# Marbehan
Marbehan est un village belge de la commune de Habay situé en Région wallonne dans la province de Luxembourg.
Le village compte environ mille habitants et abrite une gare IC sur la ligne 162 de la SNCB (Bruxelles-Luxembourg) lui valant son surnom de « Porte d'entrée de la Gaume », un site Seveso (l'usine Lambiotte) et deux écoles primaires (école communale et école de la Communauté Française) et maternelle, ainsi qu'un certain nombre de commerces de proximité.

## Géographie
Marbehan se situe en Gaume, à la frontière avec l'Ardenne, sur la rivière Mellier qui se jette dans la Rulles à proximité.
La forêt ardennaise borde le nord du village, alors que les autres environs sont constitués essentiellement de terres agricoles.

## Histoire
Marbehan a été cité pour la première fois en 1270. Au XIIIe siècle, le village dépend des représentants des comtes de Chiny, de Bar et de Luxembourg et religieusement de la paroisse de Villers-Sur-Semois.
Géographiquement, la rivière la Rulles servait à partager les terres du nord relevant du prévôt de Bologne, représentant du Comte de Luxembourg, des terres du sud relevant du prévôt d'Etalle, représentant des Comtes de Chiny et de Bar. Ainsi, le seigneur qui acceptait la garde du château de Bologne (territoire de Habay-la-Neuve) étendait sa juridiction à de nombreux villages dont Houdemont, Rulles, Marbehan, Orsinfaing et Villers-Sur-Semois. Bien que proche de la Rulles et de la forêt, Marbehan n'a pas eu la chance de voir s'implanter des usines de fer sur son territoire. Les villageois allaient toutefois travailler dans les forges voisines : celles de Mellier et de Rulles. Un des points marquants de l'histoire marbehannaise est la foire qui se développe à la fin du XVIIe siècle aux « Bizeux ». En 1654, un ermite s'installe au confluent du ruisseau « Chamissot » et de la rivière « La Mandebras » sur le ban de Rulles. Outre un petit ermitage, l'endroit fut, dès 1659, le lieu de rencontre des marchands attirés par un marché aux toiles qui avant cela était établi à la Misbour, entre Anlier et Fauvillers. Le site a été connu sous le nom de Bizeux (du latin « bisus » qui veut dire toile). Cette foire prit une extension internationale puisque les marchands y affluaient de Belgique mais aussi de France et de Prusse. Elle avait lieu deux fois par an, le 30 avril et le 30 août, fête de saint Fiacre, patron des ermites. Le percepteur des droits du seigneur venait lever le droit d'étalage et le droit de gabelle sur le vin qu'on y débitait. Un rapport établi à la fin du XVIIIe siècle et publié par A. GUEBEL dans son historique de Neufchâteau donne une description particulièrement intéressante de cette foire :
«C'est dans cet endroit solitaire qu'abondent les marchands de soierie de Lyon, de molletons de Beauvais, de draps de Reims, de quincailleries de Stolberg, de joujoux de Nuremberg, ceux qui fréquentent les foires de Francfort, de Leipzig dont ils apportent les échantillons. Là se vendent les laines et les toiles des Ardennes, les draps de Verviers, du pays de Limbourg, d'Aix-la-Chapelle, les outils de Bruxelles, les toiles peintes de Liège, le café, le sucre nécessaire à la consommation du pays, les parures pour les femmes, les dentelles, mousselines, baptistes, chapeaux de paille, indiennes et tout ce qui sert à l'habillement des hommes.»
Le succès de la foire du Bizeux fut compromis par l'édit de Joseph II qui supprimait les ermitages. Le coup de grâce fut donné à la fin du XVIIIe siècle, lorsque le 26 août 1788, un troupe d'hommes de Habay-la-Neuve se rendit sur place et y incendia échoppes, matériels et une partie de l'ermitage. Le but poursuivi était d'empêcher la tenue de la foire qui devait avoir lieu quelques jours plus tard afin de favoriser l'essor d'une autre foire qui se tenait à Habay-la-Neuve. Une délibération du gouvernement de la république datée du 1er ventose an 12 supprima officiellement la foire du Bizeux qui fut alors remplacée par celle de Habay. Une quinzaine d'ermites se sont succédé au Bizeux. Le plus connu a été Jean-Louis Gilson dit « Frère Abraham », peintre renommé, originaire de Habay-la-Vieille. A l'aube du XIXe siècle, Marbehan n'était toujours qu'un petit hameau.
C'est véritablement l'arrivée du chemin de fer, la création de la gare, puis l'implantation de l'usine Lambiotte qui furent les éléments clés du développement du village. La petite histoire nous apprend d'ailleurs que ce développement rapide est dû au fait que les édiles communaux de Rulles préférèrent voir la gare s'établir loin de leur localité. La ligne ferrée 162 a été officiellement ouverte au trafic en 1859. Ainsi, Marbehan se trouva progressivement au centre des voies de communication. De nombreux habitants décident de s'y installer. Les uns commerçants et entrepreneurs étaient sûrs de trouver des débouchés pour leurs produits, les autres, ouvriers, pouvaient obtenir un emploi sur place grâce au chemin de fer et aux entreprises naissantes telle l'usine Lambiotte ou un moyen de communication rapide pour se rendre à une usine plus éloignée. Le village prit donc un nouvel essor. Malheureusement, une page sombre vient ternir cette nouvelle prospérité. En effet, Marbehan, comme tous les villages avoisinants, a beaucoup souffert des désastres causés par les deux guerres.
Depuis les années 50, Marbehan connaît une certaine prospérité.
Le chemin de fer ne cesse de se développer.
Avant 1977, Marbehan faisait partie de l'ancienne commune de Rulles.

## Patrimoine
Le lavoir est classé Monument historique par la Région wallonne depuis 1981. Après avoir été désaffecté, il a servi de local pour le Club des Jeunes. Depuis 2013, c'est une salle de village.

## Index des rues
- Au Pigeon
- Grand-rue
- Place de la Gare
- Route des Forges
- Rue de Courtel
- Rue de la Fontaine
- Rue de la Rivière
- Rue de la Scierie
- Rue des Anglières
- Rue des Grands-Mèches
- Rue des Prés
- Rue des Sports
- Rue des Tilleuls
- Rue des Vergers
- Rue du Chénel
- Rue du Hibé
- Rue du Moreau
- Rue Nouvelle
- Rue Sous-la-Pelière
- Rue de l’Église
- Rue de Hulaufet

## Loisirs
Randonnée pédestre : trois promenades balisées démarrent de Marbehan, le GR 151 et l'itinéraire E3 passent par Marbehan

## Manifestations
- Brassigaume, festival international des bières de caractère (3e week-end d'octobre)[1]
- Festival Génération 80 (fin septembre)[2]
- Festival : Marbehan c'est Géants (1er week-end de Mai) Contact : Syndicat d'Initiative de Marbehan - Place de la Gare  8 - Marbehan

## Activités sportives
- Football : Royal Union Sportive Marbehan[3]
- Judo club marbehan
- Tennis
- Danse : groupe folklorique "Les Gaumais du Bois des Isles"